# 島嶼町村制
島嶼町村制（とうしょちょうそんせい）は、かつて、日本の本土における町村制と別に、島嶼部で施行されていた制度である。「沖縄県及島嶼町村制」（明治40年勅令第46号。後に「島嶼町村制」に改題）で定められていた。
町村制が施行されなかった島嶼のうち、以下の島嶼（名称は現在のもの）を対象に、1908年（明治41年）4月1日に施行された。
- 東京都伊豆諸島（青ヶ島・八丈小島を除く）および小笠原諸島
- 長崎県対馬
- 鹿児島県三島村・十島村（トカラ列島）および奄美群島
- 沖縄県

なお、島根県隠岐諸島は、島嶼町村制の対象ではなかったが、一律の町村制ではなく、1904年（明治37年）5月1日に「島根県隠岐国ニ於ケル町村ノ制度ニ関スル件」（明治37年勅令第63号）が施行されていたので、本項では、隠岐諸島の町村制についても併せて説明する。

## 経緯

### 町村制からの除外
明治維新の後、新政府は旧来の地域区分を変更し、新たな中央集権国家の基盤作りに着手した。中央政府の下に県を置く廃藩置県の下には、当初大区小区制を設けたが、これはうまくいかなかったので1878年（明治11年）に地方三新法で町村を置いたのち、これを1888年（明治21年）の市制・町村制、1890年（明治23年）の府県制・郡制で拡充して地方自治の制度を固めた。
その際、長崎県、鹿児島県ほか指定する島嶼部は、1886年(明治19年)の官制により各県島司の管轄下に置かれることとされ、1889年（明治22年）の「町村制ヲ施行セサル島嶼指定ノ件」（明治22年勅令第1号）によって市制・町村制の施行対象から除外されていた。

### 島嶼町村制の施行
町村制が施行されなかった島嶼のうち、隠岐諸島については1904年（明治37年）5月1日に「島根県隠岐国ニ於ケル町村ノ制度ニ関スル件」（明治37年勅令第63号）が公布され、1918年(大正7年)の勅令改正により長崎県対馬国がこれに含まれて、一般的の町村制のうち郡長の規定を島司で読み替える町村制が施行された。
これら以外の島嶼については、1908年（明治41年）4月1日に「沖縄県及島嶼町村制」（明治40年勅令第46号）が施行された。

## 各島嶼の状況
以下は各島嶼の、当時の状況（名称は現在のもの）。

### 東京都伊豆諸島及び小笠原諸島
地理的要因や過去の経緯などにより、東京府による直接の行政運営がなされ、町村の設置は大幅に遅れた。特に小笠原の本格的地方行政組織設置は、1968年（昭和43年）の本土復帰後である。
- 1876年（明治9年）4月18日 - 足柄県が廃止され静岡県に編入。
- 1878年（明治11年）1月11日 - 東京府に移管される。
- 1900年（明治33年） - 伊豆諸島に大島島庁、八丈島庁、小笠原諸島に小笠原島庁が設置された。
- 1908年（明治41年）
  - 4月1日 - 伊豆大島で島嶼町村制施行[4]。
  - 10月1日 - 八丈島で島嶼町村制施行[4]。
- 1923年（大正12年）10月1日 - 利島、新島、神津島、三宅島、御蔵島で島嶼町村制施行[5]。
- 1926年（大正15年） - 島司の官職が廃止され、島庁も廃止されたので、支庁に改組。
- 1940年（昭和15年）4月1日 - 伊豆諸島の島嶼町村制が普通町村制に移行、同時に青ヶ島に普通町村制による青ヶ島村を設置。父島、母島、硫黄島でも普通町村制を施行。
- 1946年（昭和21年） - 小笠原諸島が、アメリカ軍の直接統治の下におかれる。
- 1947年（昭和22年） - 鳥打村・宇津木村に村制施行・鳥島だけは施行されず。
- 1952年（昭和27年） - サンフランシスコ講和条約により、小笠原諸島5村は日本政府の行政から分離され廃止、アメリカの施政権下に置かれ引き続きアメリカ軍管理となる。
- 1968年（昭和43年） - アメリカ軍から返還、復帰すると同時に小笠原支庁の全村が合併し、小笠原村となる。

### 島根県隠岐諸島
隠岐諸島では当初、海士、知夫、周吉、穏地の4郡が設置され、郡役所による行政が行われていた。しかし、1889年（明治22年）の島嶼指定により島根県は4郡を廃止して隠岐島庁を設置、「島司」が行政に当たった。
- 1869年（明治2年） - 隠岐国に隠岐県を設置した後、大森県に編入。その後、島根県と鳥取県のどちらに編入するか、定まらなかった。
- 1876年（明治9年） - 現在まで続く島根県所属が決定した。
- 1888年（明治21年） - 郡役所を廃止、隠岐島庁が設置された。
- 1904年（明治37年）5月1日 - 「島根県隠岐国ニ於ケル町村ノ制度ニ関スル件（明治37年勅令第63号）」が施行[6]され、町村制に準ずる町村が発足。島庁（島司）の権限は本土の郡役所（郡長）のそれに変更された。
- 1921年（大正10年）5月20日 - 普通町村制に移行。
- 1925年（大正14年） - 隠岐島庁が廃止され、島根県隠岐支庁が設置された。
- 1969年（昭和44年） - 4郡が合併し、現在の隠岐郡となった。

### 長崎県対馬
- 1908年（明治41年）4月1日 - 対馬で島嶼町村制施行[7]。現在の対馬市の領域に、14箇村が設置される。
- 1919年（大正8年）4月1日 - 「長崎県対馬国及島根県隠岐国ニ於ケル町村制度ニ関スル件（大正7年勅令第335号）」が施行され、町村制に準ずる制度になる。
- 1921年（大正10年）5月20日 - 普通町村制に移行。

### 鹿児島県三島村・トカラ列島および奄美群島
奄美群島では鹿児島県設置後も、西南戦争で荒廃した県本土の復興資金調達のため、県の直接統治が政府により承認されていた。また、支庁（後、島庁）の下位行政区画は、琉球王国以来の間切制を採用していたが、一部は郡区町村編制法施行時に、村に名称を変更した。
- 1879年（明治12年） - 郡区町村編制法施行に伴い、奄美群島を大島郡として大隅国に編入し、郡役所を金久村に設置、鹿児島県大隅国大島郡と呼称された。
- 1885年（明治18年） - 郡役所を廃止して金久支庁を開設。
- 1886年（明治19年） - 金久支庁を大島島庁と改称し、支庁長を島司とした。
- 1897年（明治30年） - 薩摩国川辺郡島嶼部（硫黄島、黒島、竹島、口之島、臥蛇島、平島、中之島、悪石島、諏訪之瀬島、宝島）、大島郡に編入。
- 1908年（明治41年）4月1日 - 島嶼町村制施行[7]。16箇村が成立する。
- 1920年（大正9年）4月1日 - 「大正7年勅令第335号（長崎県対馬国及島根県隠岐国ニ於ケル町村制度ニ関スル件）中改正ノ件（大正9年勅令第45号）」が施行され、町村制に準ずる制度になる。また、島庁（島司）の権限は本土の郡役所（郡長）のそれに変更された。
- 1921年（大正10年）5月20日 - 普通町村制に移行。
- 1926年（大正15年） - 郡制の廃止に伴い、島庁は支庁に改称され、島司は支庁長とされた。
- 1973年（昭和48年） - 大島郡三島村および十島村が鹿児島郡に移管される。

### 沖縄県
琉球処分後も間切制を継続採用していた。本土に比べ住民に負担の多い制度が多々存続（旧慣温存政策）したため、沖縄県各地で旧制度廃止・改善を要求する運動が起こり、政府は漸次本土並の制度を施行して行った。
- 1871年（明治4年） - 明治政府は全国で廃藩置県を実施。
- 1872年（明治5年） - 琉球王国を廃止して琉球藩を設置。
- 1879年（明治12年） - 琉球藩を廃止して沖縄県を設置した。
- 1896年（明治29年） - 明治29年勅令第13号「沖縄県ノ郡編制ニ関スル件」により、島尻郡、中頭郡、国頭郡、宮古郡、八重山郡の5郡を設置し、宮古と八重山に島庁（島司）を置いた。また、「那覇市」の前身「那覇区」と首里市の前身「首里区」を設置。
- 1908年（明治41年）4月1日 - 島嶼町村制が施行[8]され、間切が廃止される。
- 1920年（大正9年）4月1日 - 「大正7年勅令第335号（長崎県対馬国及島根県隠岐国ニ於ケル町村制度ニ関スル件）中改正ノ件（大正9年勅令第45号）」が施行され、町村制に準ずる制度になる。また、島庁（島司）の権限は本土の郡役所（郡長）のそれに変更された。
- 1921年（大正10年）5月20日 - 普通町村制に移行。「那覇市」及び「首里市」設立（特別区制が廃止され、一般市制の施行による）。

## 関連勅令
- 明治22年勅令第1号、町村制ヲ施行セサル島嶼指定ノ件。
  - 大正10年勅令第190号「町村制ヲ施行セサル島嶼指定ノ件」にて全部改正
  - 昭和18年勅令第446号「町村制ヲ施行セザル島嶼指定ノ件」にて全部改正
  - 昭和22年政令第16号「地方自治法施行令」にて廃止
- 明治29年勅令第13号、沖縄県ノ郡編制ニ関スル件。
- 明治29年勅令第19号、沖縄県区制。
  - 明治41年勅令第43号「沖縄県区制」にて全部改正
- 明治32年勅令第228号、島嶼ニ関スル府県行政ノ特例ニ関スル件。
  - 大正15年勅令第200号「道府県制施行令」にて廃止
- 明治37年勅令第63号、島根県隠岐国ニ於ケル町村制度ニ関スル件。
  - 大正7年勅令第335号「長崎県対馬国島根県隠岐国ニ於ケル町村制度ニ関スル件」にて全部改正
  - 大正10年勅令第190号「町村制ヲ施行セサル島嶼指定ノ件」にて廃止
- 明治40年勅令第45号、沖縄県間切島並東京府伊豆七島及小笠原島ニ於ケル名称及区域ノ変更等ニ関スル件。
- 明治40年勅令第46号、沖縄県及島嶼町村制
  - 大正9年勅令第193号にて「島嶼町村制」へ改題
  - 昭和15年勅令第238号「大正十年勅令第百九十号（町村制ヲ施行セサル島嶼指定）中改正島嶼町村制廃止ノ件」にて廃止
- 明治42年勅令第20号、沖縄県ニ関スル府県制特例ノ件。
  - 大正9年勅令第28号「沖縄県ニ関スル府県制特例」にて全部改正
- 明治42年勅令第31号、勅令中沖縄県ニ付設ケタル特例ニ関スル件。
- 明治42年勅令第54号、島庁ヲ置ク島地指定ノ件。
  - 大正15年勅令第147号「地方官官制」にて廃止